# Súng máy hạng nặng

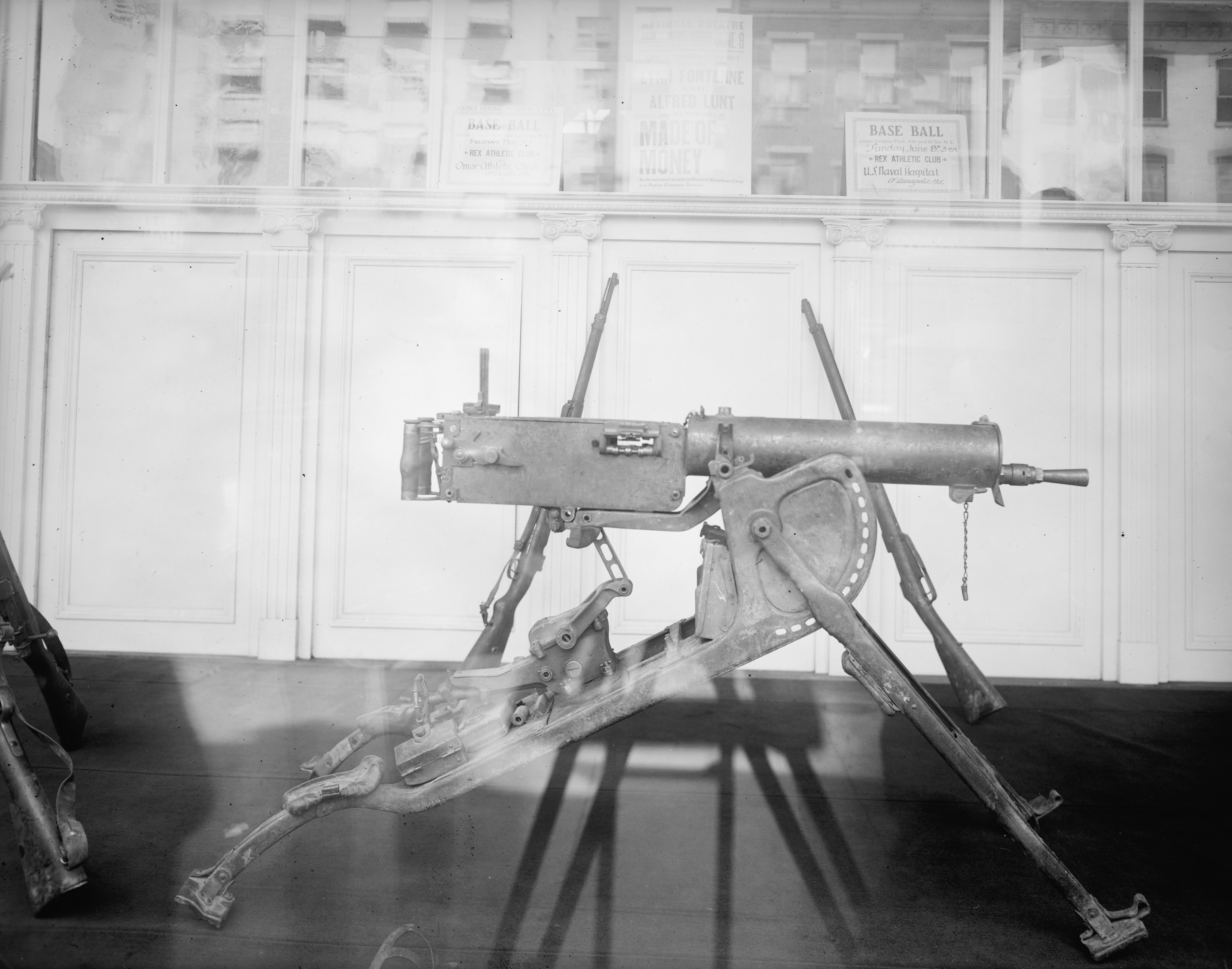
Khẩu MG 08 của Đức.

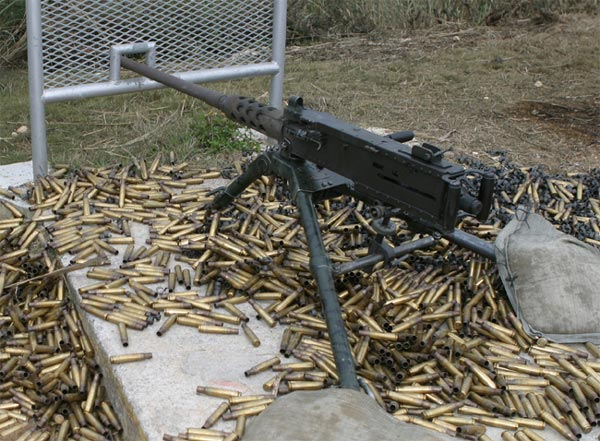
Khẩu Browning M2 với bệ chống ba chân

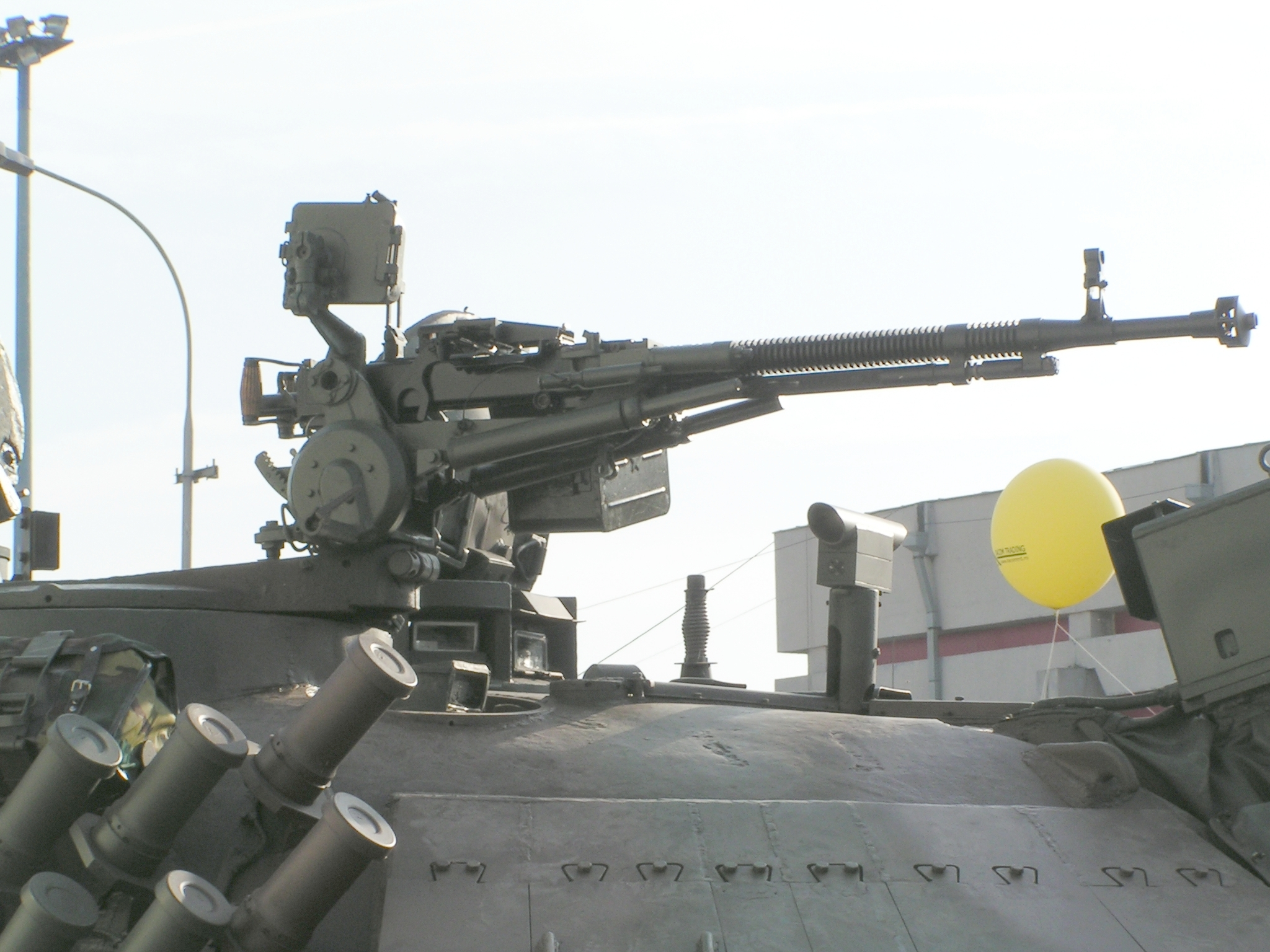
Khẩu DShK của Liên Xô gắn trên xe tăng TR-85.

Súng máy hạng nặng (thuật ngữ tiếng Anh: Heavy machine gun - HMG) là loại lớn nhất trong các loại súng máy. Được công nhận trong hai giai đoạn phát riêng biệt. Ban đầu, thuật ngữ này dùng để chỉ thế hệ đầu tiên của súng máy được sử dụng rộng rãi trong Chiến tranh thế giới thứ nhất. Chúng thường bắn các loại đạn súng trường tiêu chuẩn (thường là 7.62mm). Nó có đặc trưng là có khối lượng nặng và cấu tạo rất chắc chắn, bệ chống phức tạp, có hệ thống làm mát bằng chất lỏng để có thể duy trì mật độ bắn phòng thủ dày đặc và liên tục với độ chính xác rất cao, tuy nhiên đổi lại là loại súng này rất nặng và cồng kềnh để có thể di chuyển một cách cơ động. Dù vậy từ "heavy" cũng để chỉ việc loại vũ khí này có thể bắn liên thanh liên tiếp với mật độ dày đặc chứ không phải bắn từng loạt liên thanh. Hệ thống vũ khí này có thể được minh họa tốt nhất với khẩu súng máy Maxim, được Hiram Maxim, một người Anh gốc Mỹ phát minh vào năm 1884. Súng máy Maxim với ba biến thể chính: MG 08 (của Đức, được quân đội Đức đưa vào sử dụng năm 1908), PM M1910 (của Nga, được quân đội Nga sử dụng từ năm 1910) và Súng máy Vickers (của Anh, được quân đội Anh đưa vào sử dụng từ năm 1913). Ba biến thể này nhìn thấy sử dụng rộng rãi trong Thế chiến 1.
Từ năm 1939 trở đi thì thuật ngữ "súng máy hạng nặng" là để nói về loại súng máy sử dụng đạn cỡ lớn (thường là 12.7 mm, sau này có thêm cả 14,5mm) mà đi tiên phong chính là khẩu Browning M2 do nhà thiết kế vũ khí huyền thoại người Mỹ John Browning nghiên cứu thiết kế từ năm 1917 đến năm 1921 cho quân đội Mỹ. Khẩu M2 được nhà thiết kế John Browning thiết kế để tăng phạm vi hoạt động, khả năng xuyên thủng và phá hủy đối với các phương tiện cơ giới, nhà cửa, máy bay cũng như các công sự. Nó vượt trội hơn hẳn các loại đạn súng trường được sử dụng bởi các loại như súng máy hạng trung, súng máy hạng nhẹ hay súng máy đa chức năng. Về khía cạnh này thì từ "heavy" - "nặng" dùng để chỉ loại súng có sức công phá lớn và tầm hoạt động vượt trội hơn nhiều so với các loại súng sử dụng loại đạn súng trường hạng trung. Browning M2 được sử dụng rộng rãi với việc gắn trên các xe cơ giới (xe tăng M4 Sherman, M24 Chaffee, Xe bán tải M3, Xe M8 Greyhound,...) hay máy bay của Hoa Kỳ trong Thế chiến 2. Một khẩu súng máy hạng nặng khác nổi tiếng không kém phần M2 Browning của Mỹ chính là DShK của Liên Xô. DShK sử dụng loại đạn 12.7x108mm. Khẩu MG-42 của Đức cũng được sử dụng khá nhiều trong bộ binh nhưng sức công phá của nó đối với xe cơ giới và độ chắc chắn của nó thấp hơn nhiều so với khẩu Browning M2 đã được ghi nhận và phản ánh bởi chính các binh lính Đức sau D-Day. Việc cần thiết phát triển các loại súng máy có nòng cỡ lớn để sử dụng các loại đạn công phá khiến cho việc cố gắng kết nối việc sản xuất các loại súng chuyên chống bộ binh và các loại súng chuyên công phá được đẩy mạnh cùng một lúc, loại vũ khí này sau đó được phổ biến và ngày càng đại hóa. Hầu hết các quốc gia trên thế giới đều đã cố gắng tự sản xuất hay đặt mua cho riêng mình một vài loại súng máy hạng nặng.
Theo tiêu chuẩn hiện nay các súng máy sử dụng loại đạn dưới 10 mm sẽ được gọi là súng máy hạng trung trong khi các loại từ 20 mm trở lên thì thường gọi là autocannon thay vì là HMG.

## Lịch sử
Vào cuối thế kỷ 19 súng Gatling và các loại súng có cơ chế hoạt động bằng máy móc như Nordenfelt đã được yêu cầu chế tạo có thể sử dụng nhiều kích thước của nhiều loại đạn khác nhau như loại nửa inch hay một inch. Việc chúng có nhiều nòng cho phép giảm thiểu tối đa việc bị quá nóng, và khi đó chúng trở nên khá nặng nên đôi khi còn gọi là súng máy hạng nặng.
Khi Hiram Maxim thiết kế khẩu súng máy sử dụng kiểu nạp đạn bằng lực giật chỉ có một nòng của mình thì mẫu đầu tiên được thiết kế có trọng lượng khoảng 26 lb (11,8 kg) và bắn loại đạn súng trường.45-inch từ nòng dài 24 inch. Và trong bức ảnh nổi tiếng của Maxim, loại súng này đã được giảm trọng lượng xuống còn 15 pound (6,8 kg) có thể mang bởi một tay cùng với bệ chống ba chân của nó. Nó khá giống với các mẫu MMG ngày nay (tính đến 2005), nhưng nó không thể bắn liên tiếp trong thời gian dài. Vì thế ông đã tạo ra một hệ thống làm mát bằng nước bọc ngoài để nó có thể hoạt động trong thời gian dài mà không bị quá nóng. Điều này làm tăng trọng lượng của súng lên đáng kể như bù lại nó có thể sử dụng các loại đạn mạnh hơn.
Có hai loại HMG cơ bản loại có khả năng bắn liên tiếp và dày đặc, loại còn lại bắn loại đạn lớn dùng để công phá, được hỗ trợ bằng hệ thống tản nhiệt bằng chất lỏng của Maxim. Nhanh chóng chỉ sau chưa đầy một thế kỷ đã có nhiều thiết kế khác được đưa ra sử dụng hệ thống nạp đạn tự động bằng cách trích khí, nạp đạn bằng phản lực bắn hay kết hợp cả hai (Các khẩu Colt 1895, Hotchkiss...). Và sau đó thay vì sử dụng hệ thống làm mát bằng chất lỏng nặng nề các kiểu thiết kế mới sử dụng các hình thức làm mát khác nhau như gắn nòng thay thay thế, các răng kim loại, trét thêm kem tản nhiệt, hoặc kết hợp tất cả chúng.

## Các thiết kế khác nhau
Các thiết kế súng máy được tách ra thành các loại súng máy hạng trung và HMG tùy theo thiết kế. Hệ thống làm mát bằng chất lỏng của Maxim được trang bị cho hầu hết các loại súng máy (như MG 08 của Đức, Vickers của Anh cũng như Browning M1917 của Hoa Kỳ). Lấy loại súng Vickers sử dụng đạn.303 inch (7,7 mm) của Anh ra làm ví dụ một mình nó nặng 15 kg nếu gắn thêm bệ chống ba chân trọng lượng sẽ tăng lên 22,7 kg. Một số thiết kế khác có thể nặng hơn đôi khi theo đúng nghĩa là có thể bắn từ sáng đến tối (việc cần thiết để có thể bắn hạ hàng ngàn lính đang tiến đến). Các HMG có gắn với bệ chống ba chân và đòi hỏi phải có hệ thống làm mát bằng chất lỏng, cũng như được sử dụng bởi những binh lính được đào tạo kỹ lưỡng và được trang bị đầy đủ để có thể bắn nhiều giờ liền cho đến khi trận đánh kết thúc. Việc chọn địa điểm cũng rất quan trọng vì nếu đặc khẩu HMG đúng vị trí chiến lược nó có thể chặn cả một đạo quân trước khi họ có thể tiến đến vị trí chiến đấu.

### LMG
Với việc phát triển nhiều hệ thống tản nhiệt mới bằng không khí đã làm một khẩu súng nặng 15 kg trở nên nhẹ và cơ động hơn nhiều. Trong chiến tranh thế giới thứ nhất chúng cũng quan trọng như các HMG, và đã được trang bị cho các nhóm - đội lính đang hành quân, trên máy bay, trên nhiều phương tiện cơ giới. Chính việc đó đã tạo ra thêm nhiều dòng súng máy hạng trung và súng máy hạng trung. MMG đòi hỏi ít hay nhiều hơn những hệ thống làm mát phức tạp nhưng lại nhẹ hơn nhiều và có sức chiến đấu gần tương đương HMG.
Các súng máy hạng trung không được thiết kế để bắn liên tiếp suốt thời gian, vì chúng không có hệ thống làm mát nên chỉ được gắn những băng đạn có số lượng nhỏ nhưng vẫn lớn hơn số lượng của sturmgewehr. Với các mẫu súng máy được gắn trên chân chống như Chauchat hay Madsen 1902 có độ cơ động rất cao nhưng chỉ có thể bắn từng viên hay bắn từng đoạn liên thanh. Chúng được sử dụng cho bộ binh tấn công rất hiệu quả nhưng lại không có tác dụng mấy nếu gắn trên các phương tiện cơ giới.

### MMG
các loại súng máy này thường có thiết kế rất linh hoạt có thể dùng như súng máy hạng trung chúng có thể gắn trên chân chống, bệ chống ba chân hay các bệ chống dành cho HMG. Khẩu Hotchkiss M1909 (hay còn gọi Benet-Mercie M1909) nặng khoảng 12,2 kg thường gắn trên bệ chống ba chân nhỏ và có thể dùng hộp đạn 30 viên nhưng cũng có thể sử dụng dây đạn. Không nên lầm khẩu Hotchkiss M1909 với các khẩu Hotchkiss "nặng" hơn và tiên tiến hơn (ví dụ như Hotchkiss M1914, thiết kế của loại MMG này đã tỏ ra rất hữu hiệu trên chiến trường vì độ cơ động và sức mạnh của nó nên đã được sử dụng cho đến hết chiến tranh thế giới thứ hai. Các thiết kế tiếp theo của MMG luôn nhẹ hơn và tốt hơn.

### Universal maschinengewehr
Khẩu LMG Lewis là một ví dụ nó nặng khoảng 12,3 kg thường sử dụng hộp đạn tròn 47 viên và chân chống, nó có thể vừa di chuyển vừa bắn để hỗ trợ các nhóm quân cũng như có thể gắn trên các phương tiện cơ giới và máy bay, ngoài ra còn có thể gắn trên bệ chống ba chân (dùng để chống máy bay hay sử dụng như một HMG) khiến nó trở thành súng máy đa chức năng theo cách gọi sau này. Thứ khiến nó trở nên vô cùng hiệu quả trong việc sử dụng trên chiến trường như thế là do nó nhẹ hơn tất cả các loại súng máy có hệ thống làm mát bằng nước nhưng lại có thể bắn hiệu quả nhưng lại tản nhiệt hiệu quả như loại có một hệ thống làm mát bằng chất lỏng phứt tạp. Loại súng máy có thể dùng cho nhiều mục đích này luôn được tiếp tục phát triển và các thiết kế sau này có tên là súng máy toàn cục (sau này chuyển thành súng máy đa chức năng) và bước sau cùng là thay thế hoàn toàn hệ thống hệ thống làm mát bằng chất lỏng. Các thiết kế sau này có các nòng súng các thể nhanh chóng tháo lắp để làm mát và giảm trọng lượng của súng (nhưng lại làm tăng trọng lượng của mà người lính phải mang theo). Một số mẫu của MMG Vickers cũng có các đặc điểm này nhưng chủ yếu là nòng súng được đưa vào một ống tản nhiệt (ống đó chế đầy nước, khi nước dã quá sôi thì có thể mở ra thay nước mới). Vào những năm 1920 -1930 thì hệ thống nòng súng có thể tháo lắp để làm nguội trở nên phổ biến (như khẩu ZB 1930, sau đó là khẩu MG-34 và khẩu Bren).

### HMG
Hệ thống làm mát bằng chất lỏng nặng nề được dùng cho đến hết chiến tranh thế giới thứ hai và vào những năm 1960, nhưng dần dần bị loại bỏ và thay thế bằng hệ thống làm mát bằng không khí. MMG bây giờ có thê sử dụng như HMG khi gắn trên bệ chống ba chân và như HMG khi gắn vào chân chống tuy nhiên vẫn chưa thể thay thế hoàn toàn HMG. Điều này một phần là vì MMG không hiệu quả lắm với việc chống lại đội hình mà phương tiện cơ giới nẳm giữa che cho bộ binh và hệ thống làm mát bằng không khí không tốt bằng hệ thống làm mát bằng chất lỏng đang trở nên nhẹ hơn. Cũng như sau chiến tranh thế giới thứ hai nhiều loại đạn lớn dùng để công phá được thiết kế, Liên Xô phát triển rất nhiều loại đạn này và các nước khác chạy đua theo sau.

## Các thiết kế mới
Vào giữa thế kỷ 20 việc sử dụng HMG đặc biệt là loại sử dụng hệ thống làm mát bằng chất lỏng đã giảm xuống. Khẩu Browning M1917 được thấy sử dụng nhiều lần cuối là trong chiến tranh Việt Nam. Cùng lúc đó đã thấy sự trở lại của loại súng Gatling (súng nòng xoay). Chúng sử dụng loại đạn 7.62 mm như khẩu Minigun rất phổ biến trong việc gắn trên tàu, báy bay trực thăng, gắn trên các bệ chống và trấn thủ ở nhiều ngỏ ngách. Liên Xô cũng phát triển nhiều loại súng Gatling. Việc bắn liên thanh liên tiếp trên mặt đất là thực sự cần thiết tuy nhiên hầu hết các loại MMG đều sử dụng hệ thống làm mát bằng không khí, nòng tháo lắp, nòng đặc biệt cũng như những nòng nặng (dày) đã đáp ứng yêu cầu này. Không còn chỉ những loại súng máy bắn đạn súng trường (ngoại trừ loại súng Gatling), từ HMG hiện nay chỉ thẳng đến những loại súng máy bắn các loại đạn cỡ lớn và công phá mạnh mẽ. Vào đầu thế kỷ 21 các loại súng trường hạng nặng sẽ trở nên nhẹ hơn và các hệ thống làm mát bằng chất lỏng cũng thế.